# Grigor Dimitrov
Grigor Dimitrov (bugarski: Григор Димитров Димитров, Haskovo, Bugarska, 16. svibnja 1991.) profesionalni je bugarski tenisač.

## Privatni život
Grigor je rođen u Haskovu u Bugarskoj, kao jedino dijete oca Dimitra, teniskog trenera i majke Marije, nastavnice tjelesne kulture i bivše odbojkašice 1991. godine. Prvi put je uzeo teniski reket u ruke kada je imao tri godine. S pet godina je počeo da trenira svakodnevno. Godine 2007. Dimitrov se pridružio akademiji "Sanchez-Casal", gdje je trenirao pod vodstvom Emilia Sancheza i Pata Álvareza. Kasnije se preselio u Parizu gdje je trenirao na teniskoj akademiji Patricka Mouratogloua. Bio je u vezi s ruskom tenisačicom Marijom Šarapovom.

## Juniorska karijera
Godine 2006. osvojio je turnir Orange Bowl za dječake do 16 godina, a godini dana kasnije za dječake do 18 godina izgubio je u finalu od Litavca Ričardasa Berankisa. Iste godine na juniorskom US Openu u paru s Kanađaninom Vasekom Pospisilom izgubio je od Francuza Jonathana Eysserica i Jérômea Inzerilla.
Godine 2008. osvojio je juniorski Wimbledon i US Open. Dana 8. rujna postao je juniorski svjetski broj jedan, a godinu je završio kao broj tri.

## Profesionalna karijera
Profesionalnu karijeru započeo je 2008. godine, prvi turnir koji je osvojio bio je futures turnir u Barceloni. Prvi susret na ATP razini odigrao je na Ordina Openu, gdje je izgubio od Rusa Igora Andrejeva.
Prvu pobjedu na ATP turniru ostvario je 2009. godine kada je pobijedio tadašnjeg svjetskog broja 23. Tomáša Berdycha. Prvi ATP finale igrao je 6. siječnja 2013. godine u Brisbanu gdje je izgubio od Andyja Murrayja, tada je postao prvi Bugarin u povijesti koji je igrao ATP finale. Prvi ATP turnir koji je osvojio bio je u Stockholmu 20. listopada 2013 kada je pobijedio Španjolca Davida Ferrera. Sljedeće godine osvaja turnire u Acapulcu, Bukureštu i Londonu. Poslije četiri uzastopna uspješna finala bilježi poraze u finalu Stockholma 2014.,  te Sydneya i Istanbula 2016.
Proglašen je Bugarskim sportašem 2014. godine.

## Vanjske poveznice
- Službena stranica Grigora Dimitrova
- Profil na stranici ATP World Toura (engl.)